# 博布里
博布里（法語：Beaubery，法語發音：[bobʁi]）是法国索恩-卢瓦尔省的一个市镇，属于沙罗勒区。

## 地理
博布里（46°24'11"N, 4°23'53"E）面积22.98 平方千米，位于法国勃艮第-弗朗什-孔泰大區索恩-卢瓦尔省，该省份为法国中部省份，北起顺时针与科多尔省、汝拉省、安省、罗讷省、卢瓦尔省、阿列省和涅夫勒省接壤。
与博布里接壤的市镇（或旧市镇、城区）包括：圣博内德茹、奥佐勒、叙安、旺德内斯莱沙罗勒、韦罗夫尔、蒙默拉尔。

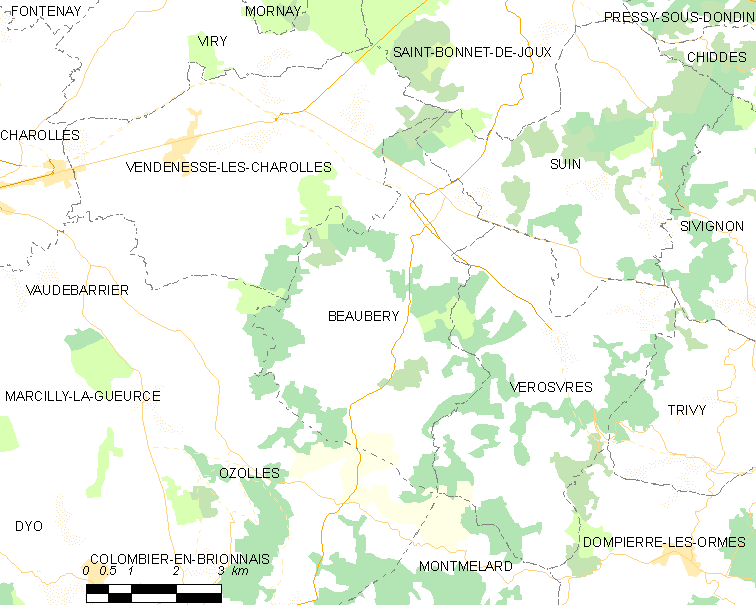
博布里的OSM定位图

博布里的时区为UTC+01:00、UTC+02:00（夏令时）。

## 行政
博布里的邮政编码为71220，INSEE市镇编码为71025。

## 政治
博布里所属的省级选区为沙罗勒县。

## 人口

1962-2008年间博布里人口变化图示

博布里于2022年1月1日时的人口数量为361人。